# Camargo (Kantabria)
Camargo – gmina w Hiszpanii, w prowincji Kantabria, w Kantabrii, o powierzchni 36,58 km². W 2011 roku gmina liczyła 31 594 mieszkańców.